# آتشکده سنگی تنگ کرم
آتشکده سنگی (تنگ کرم) مربوط به دوره ساسانیان است و در شهرستان فسا، تنگ کران، تنگ کرم واقع شده و این اثر در تاریخ ۱۲ اسفند ۱۳۱۵ با شمارهٔ ثبت ۲۶۴ به‌عنوان یکی از آثار ملی ایران به ثبت رسیده‌است.
این اثر بر اثر انفجار دینامیت به‌طور کامل تخریب گردیده‌است.